# ФК Ист Бенгал
Фудбалски клуб Ист Бенгал (енгл. Quess East Bengal Football Club) професионални је индијски фудбалски клуб из Калкуте. Један је од најуспешнијих клубова у индијском фудбалу, 3 пута је био шампион Индије, 8 пута освојио индијски куп федерација и 3 пута индијски суперкуп.